# Prolepsis huatajata
Prolepsis huatajata là một loài ruồi trong họ Asilidae. Prolepsis huatajata được Lamas miêu tả năm 1973.